# Шушенский сельсовет
Шу́шенский сельсове́т — упразднённые административно-территориальная единица и муниципальное образование (сельское поселение) в Шарыповском районе Красноярского края. Административный центр поселения — село Шушь.
6 января 2020 года сельское поселение было упразднено в связи с преобразованием муниципального района в Шарыповский муниципальный округ, переходный период до 1 января 2021 года. На уровне административно-территориального устройства соответствующий сельсовет был упразднён со 2 августа 2021 года в связи с преобразованием района в округ.

## География
Шушенский сельсовет находится на юго-западе Красноярского края, восточнее районного центра.

## История
Шушенский сельсовет наделён статусом сельского поселения в 2005 году.

## Население
| 2010 | 2012 | 2013 | 2014 | 2015 | 2016 | 2017 |
| ---- | ---- | ---- | ---- | ---- | ---- | ---- |
| 571  | →571 | ↗574 | ↗585 | ↘525 | ↗529 | ↗539 |

Гендерный состав
По данным Всероссийской переписи населения 2010 года 5 мужчин и 286 женщин из 571 чел.

## Состав сельского поселения
В состав сельского поселения входят 3 населённых пункта:
| № | Населённый пункт | Тип населённого пункта       | Население |
| - | ---------------- | ---------------------------- | --------- |
| 1 | Косонголь        | деревня                      | 19        |
| 2 | Можары           | деревня                      | 173       |
| 3 | Шушь             | село, административный центр | 379       |